# Lijst van artiesten van christelijke muziek
Dit is een lijst van artiesten van christelijke muziek met een lemma op de Nederlandstalige Wikipedia. Deze artiesten dragen het christendom uit en vereren God in hun muziek.

## A

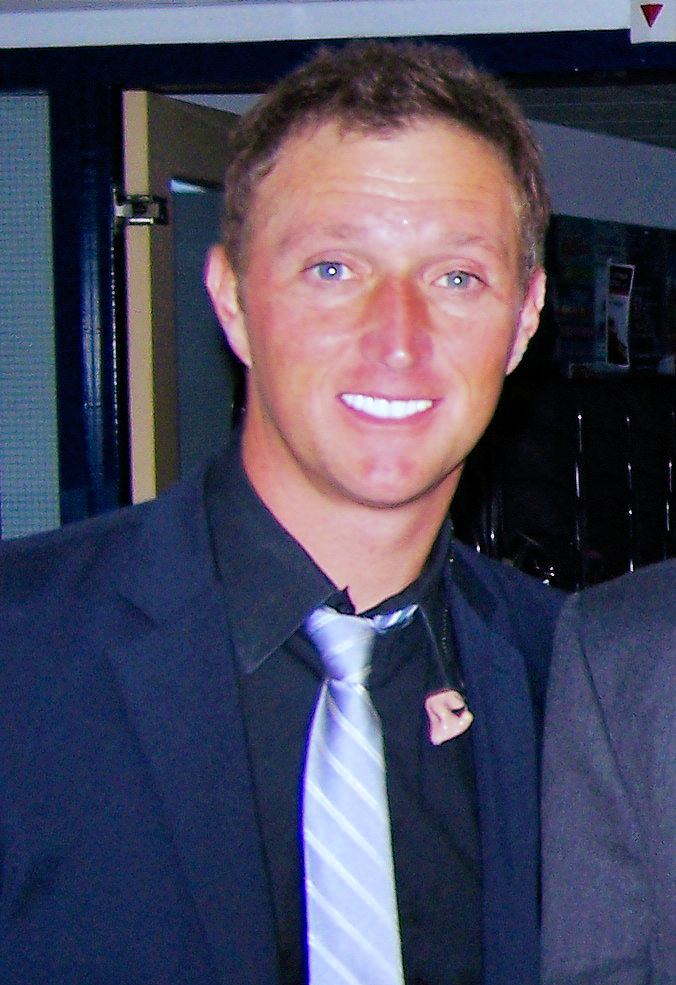
Doug Anderson

- The Afters
- Doug Anderson
- As I Lay Dying
- at the close of every day
- Audio Adrenaline

## B
- Johann Sebastian Bach
- Kinga Bán
- BarlowGirl
- Barren Cross
- Blindside
- Bloodgood
- Brooke Fraser
- Britt Nicole
- Jaap Booij
- Herman Boon
- Martin Brand
- Arjan Breukhoven
- Brown Feather Sparrow
- Geoff Bullock
- Solomon Burke
- Matthijn Buwalda

## C

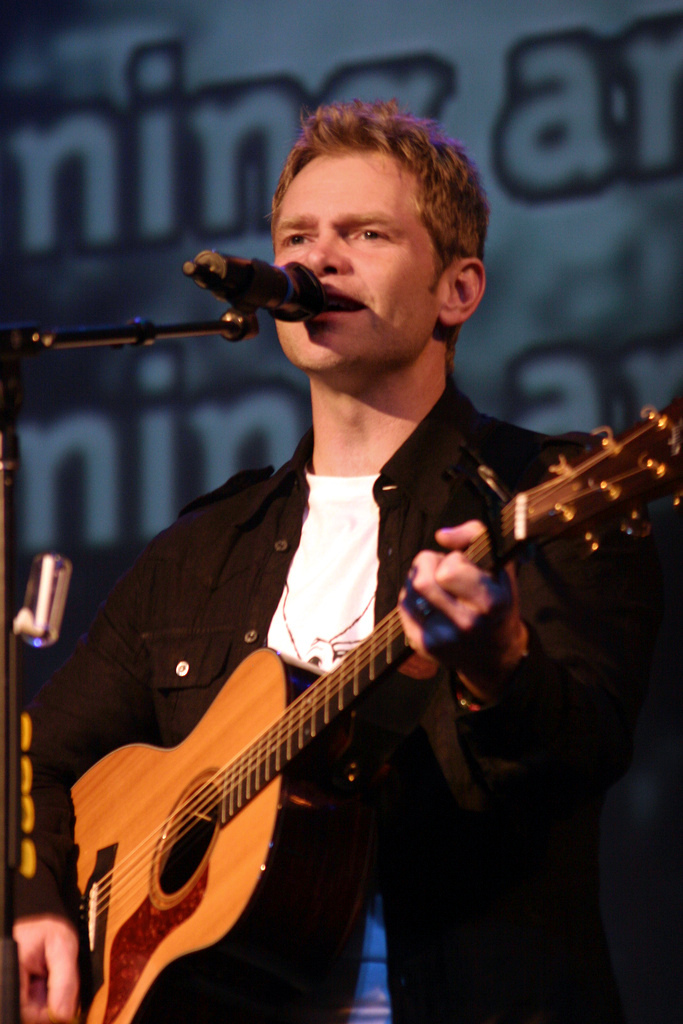
Steven Curtis Chapman

- Jeremy Camp
- Campsite
- Casting Crowns
- Eva Cassidy
- Cathedral Quartet
- Shawn Christopher
- Steven Curtis Chapman
- Tony Christie

## D
- Lauren Daigle
- dc Talk
- Delirious?
- Deliverance
- Demon Hunter
- Jeff Deyo
- Brian Doerksen
- Downhere

## E
- Elly en Rikkert
- Ernie Haase & Signature Sound

## F
- Fireflight
- Flyleaf
- For King & Country
- Don Francisco
- Further Seems Forever
- FUSED

## G
- G-Powered
- Bill Gaither
- Gaither Vocal Band
- Selena Gomez
- Amy Grant
- Keith Green

## H
- Ernie Haase
- Remco Hakkert
- Johannes de Heer
- Hillsong United
- Hodos
- Dallas Holm
- The Hoppers
- Horde

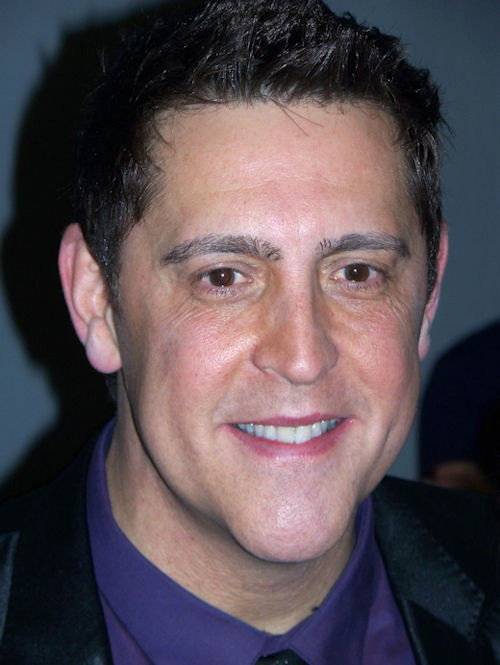
Ernie Haase

- Israel Houghton (Israel & New Breed)
- Tim Hughes
- Andy Hunter

## I
- The Innocence Mission
- Iona

## J
- John Newton
- Jars of Clay

## K
- Sharon Kips
- Kees Kraayenoord
- Reni en Elisa Krijgsman
- Kutless

## L
- Rachael Lampa
- LaRue
- Leeland
- Lisanne Leeuwenkamp
- Luna Halo

## M
- Toby Mac
- Ralph van Manen
- Mary Mary
- Krystal Meyers
- MIC
- Reuben Morgan
- Morphia
- Neal Morse
- Mortification
- Klaas Jan Mulder
- Willemijn de Munnik

## N

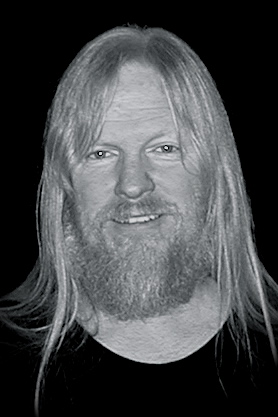
Larry Norman

- Newsboys
- Newworldson
- NF
- Norma Jean
- Bebo Norman
- Larry Norman

## O
- Old Friends Quartet
- Oslo Gospel Choir
- Over the Rhine

## P
- Guy Penrod
- Sam Phillips
- Pillar
- Plumb
- P.O.D.
- Andy Pratt

## R
- Rend Collective
- Matt Redman
- Relient K
- Cliff Richard
- Runrig

## S

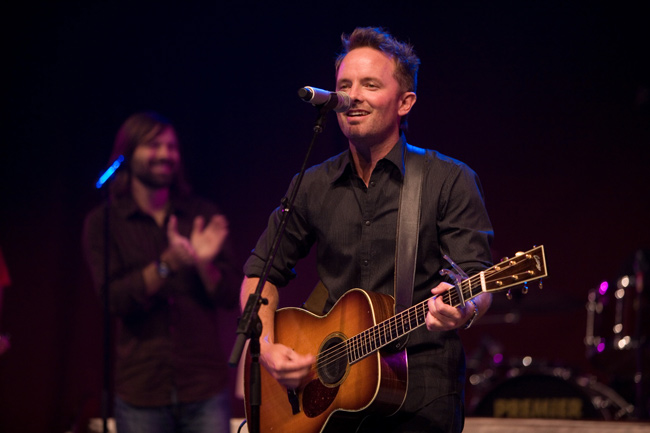
Chris Tomlin

- Saviour Machine
- Salvador
- Sela
- Skillet
- Piet Smit
- Michael W. Smith
- Adrian Snell
- The Spirit That Guides Us
- Randy Stonehill
- Rebecca St. James
- Stellar Kart
- Stonewashed
- Strongarm
- Stryper
- Switchfoot

## T

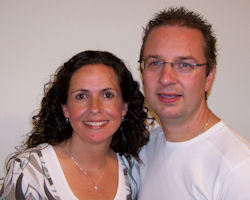
Marcel en Lydia Zimmer

- Russ Taff
- This Beautiful Mess
- Chris Tomlin
- Tourniquet
- Gerald Troost
- Gert en Hermien Timmerman
- Trinity

## V
- The Violet Burning
- Voisix
- Van Morrison

## W

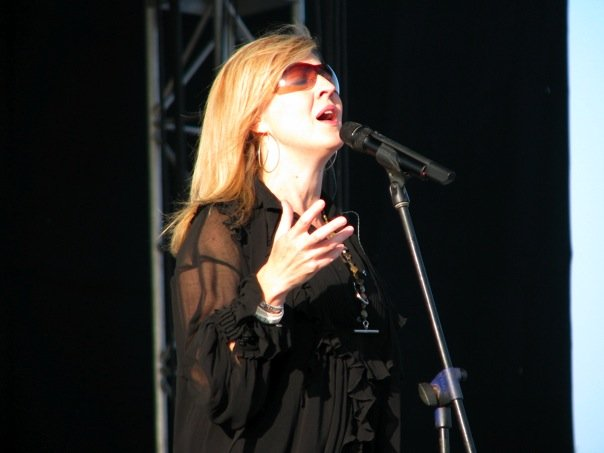
Darlene Zschech

- Brian Welch
- Matthew West
- Whitecross
- Why?

## Y
- George Younce

## Z
- Zao
- Marcel en Lydia Zimmer
- Darlene Zschech